# 米里茨湖

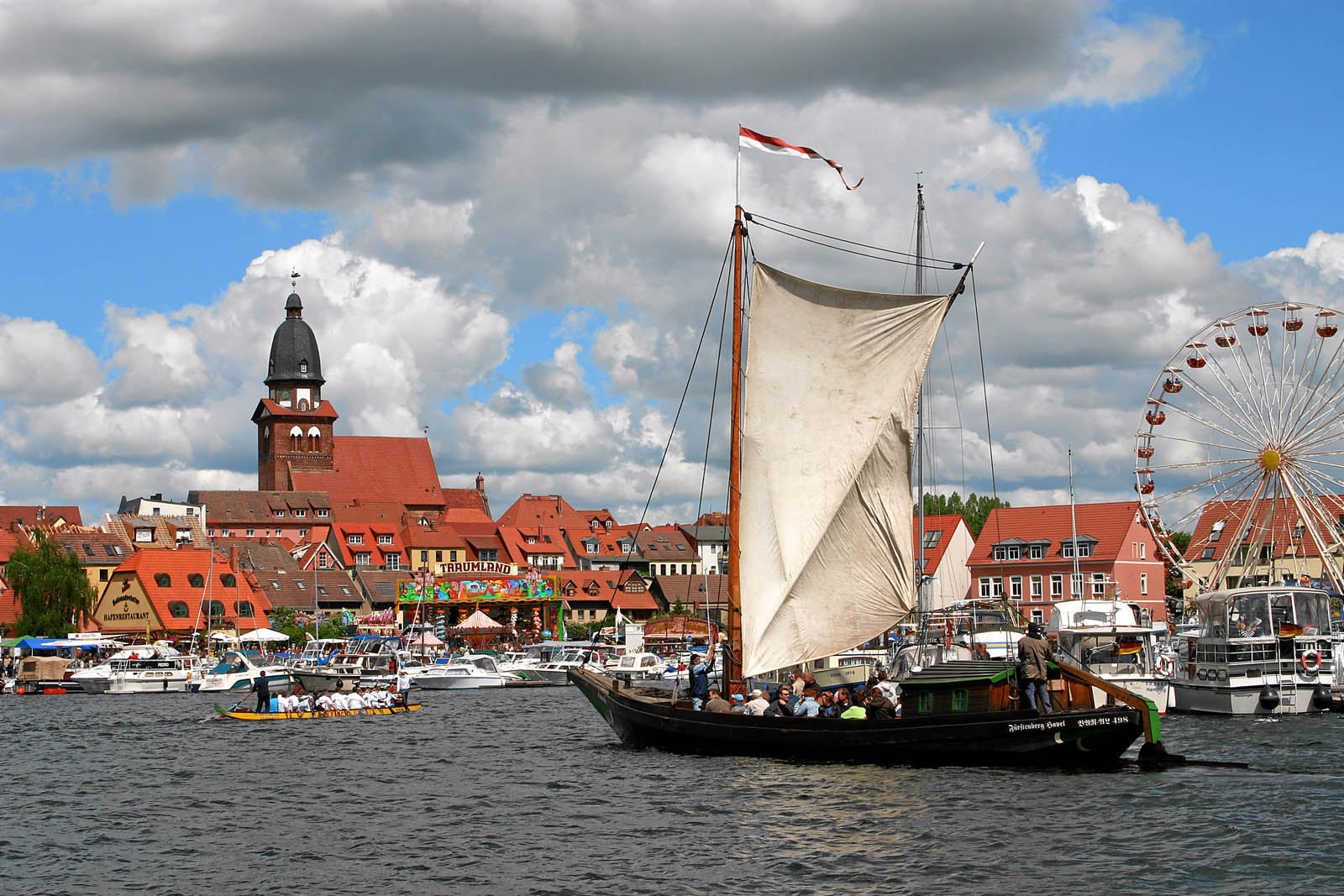

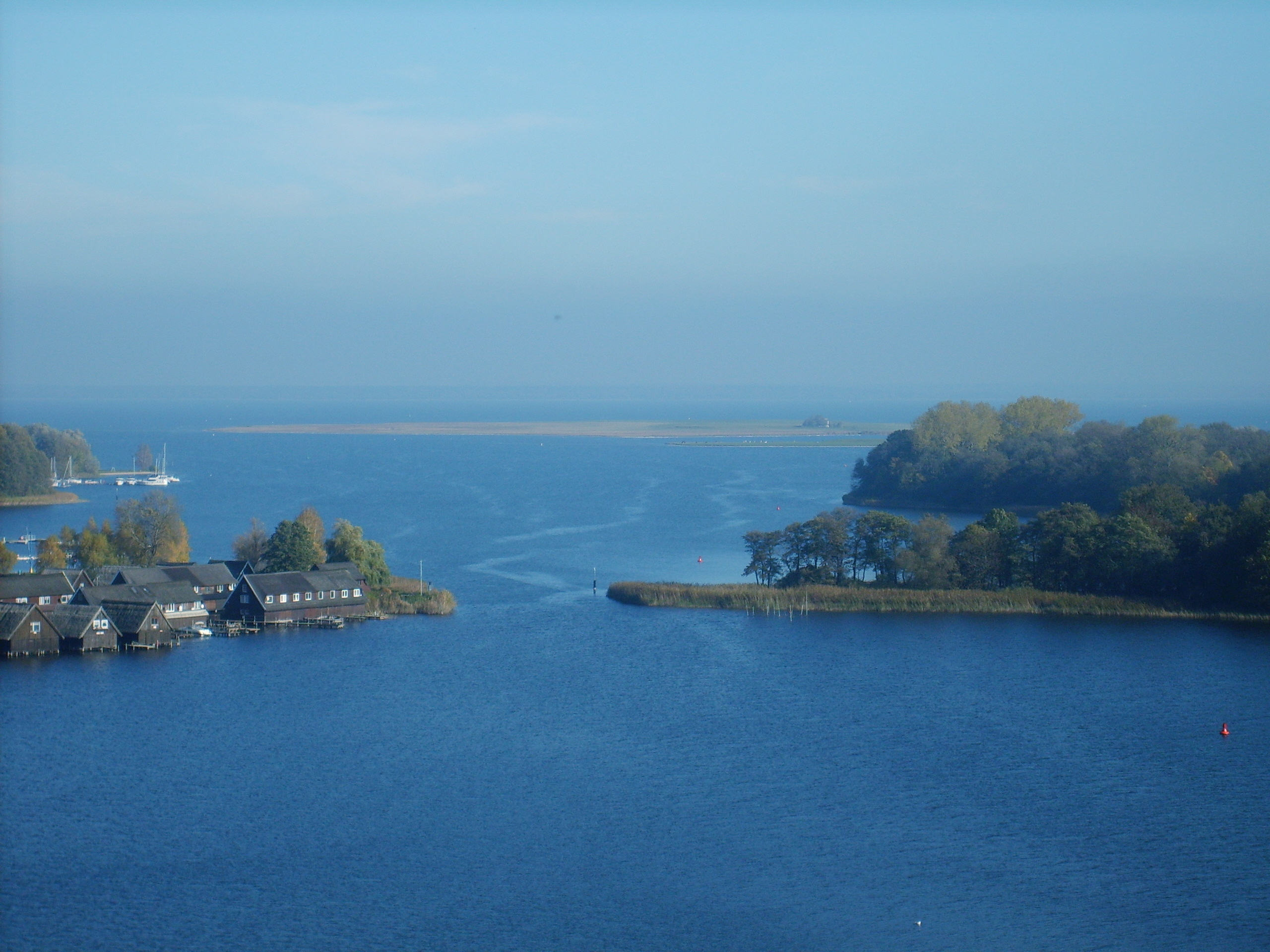

53°25′N 12°41′E / 53.417°N 12.683°E
米里茨湖（發音：[ˈmyːʁɪts] ⓘ）是德國梅克伦堡-前波美拉尼亚州的湖泊，長17.8公里、寬9.9公里，面積112.6平方公里，集水區面積663平方公里，海拔高度62.1米，平均水深6.5米，最大水深31米，蓄水量7,370萬立方米。

## 外部連結
- Müritz-Nationalpark （页面存档备份，存于）
- Müritzeum - Nature Discovery Centre in Waren （页面存档备份，存于）
- Official website of Waren (Müritz) （页面存档备份，存于）
- Official website of Röbel (Müritz) （页面存档备份，存于）